# Русский лес (фильм)
«Русский лес» — фильм 1964 года режиссёра Владимира Петрова. Снят по одноимённому роману Леонида Леонова. Фильм стал последней работой В. Петрова. 

## Сюжет
Юная Поля приезжает в Москву: она хочет найти своего отца, профессора Вихрова, и попытаться понять, почему с ним рассталась мать. Вихров — видный ученый, всю свою жизнь защищавший лес от варварского уничтожения. Начинается война. Профессор Вихров продолжает читать лекции, доказывая студентам необходимость беречь лес. Полина пытается выяснить причины давней распри между отцом и академиком Грацианским.

## В ролях
- Борис Толмазов — профессор Иван Вихров
- Руфина Нифонтова — Елана Ивановна, мать Полины
- Нина Дробышева — Полина
- Николай Гриценко — академик Александр Грацианский
- Мария Пастухова — Таиска, сестра Ивана Матвеевича
- Елена Фадеева — Наталья Сергеевна
- Аркадий Аркадьев — Василий Кнышев
- Сергей Калинин — Калина
- Юрий Яковлев — немецкий офицер Вальтер Киттель
- Иван Дмитриев — Валерий Крайнов
- Виктор Колпаков — Титка
- Клавдия Половикова — Семёниха
- Андрей Никонов — Ваня Вихров
- Володя Седулин — Демидка Золотухин
- Семён Бардин — Золотухин (старший)
- Любовь Соколова — Агафья, мать Ивана
- Геннадий Юхтин — Афанасий, брат Агафьи
- Майя Булгакова — в эпизоде
- Кларина Фролова-Воронцова — Сапегина
- Елена Понсова — мать Грацианского
- Вселовод Платов — майор Осминов
- Василий Макаров — политрук
- Александр Кашперов — староста
- Раиса Кириллова — в эпизоде
- Александр Лебедев — предатель
- Александр Микулин — в эпизоде
- Г. Васильев — в эпизоде
- В. Голиков — в эпизоде
- Евгений Шутов — Григорий, приятель Вихрова
- Вячеслав Гостинский — Вуль
- Вероника Бужинская — в эпизоде (в титрах не указана)